# Garibaldi (Santa Fe)
Garibaldi es una localidad y comuna argentina, en el departamento Castellanos en la provincia de Santa Fe.
Situada al oeste de esta provincia es conocida también como Estación Garibaldi. Dista 122 km de la ciudad de Santa Fe. Limita al norte con Colonia Margarita, al sur con María Juana, al este con Mangore y al oeste con Esmeralda.

## Población
Cuenta con 404 habitantes (Indec, 2010), lo que representa descenso frente a los 471 habitantes (Indec, 2001) del censo anterior.
| Gráfica de evolución demográfica de Garibaldi entre 1991 y 2010 |
|                                                                 |
| Fuente: censos nacionales del INDEC                             |

## Localidades y Parajes
- Parajes
  - Kilómetro 483

## Espacios naturales
- Camping Comunal, se reúnen el 21 de septiembre, más de 3500 personas para el tradicional pícnic de la primavera; y para los encuentros de motoqueros de distintos puntos del país.

## Creación de la Comuna
- 1 de abril de 1889

## Imagen deGiuseppe Garibaldi
Corresponde a la obra en mármol, en el Hospital Italiano, de Rosario, del escultor Erminio Blotta
- Datos: Q2596287
- Multimedia: Garibaldi (Santa Fe) / Q2596287